# ورتیر ایرلاینز
ورتیر ایرلاینز (به انگلیسی: Vertir Airlines) یک شرکت هواپیمایی  بود که در سال ۲۰۰۹ میلادی تأسیس شد و در سال ۲۰۱۰ فعالیتش را آغاز کرده‌است. دفتر مرکزی ورتیر ایرلاینز در ایروان، ارمنستان واقع شده‌بود و قطب این شرکت هواپیمایی در فرودگاه بین‌المللی زوارتنوتس قرار داشت .